# Johann Siegfried Hufnagel
Johann Siegfried Hufnagel (* 17. Oktober 1724 in Falkenwalde; † 23. Februar 1795 in Langenfeld, Kreis Sternberg) war ein deutscher Pfarrer und Lepidopterologe (Schmetterlingskundler).

## Leben
Über Hufnagels Leben wusste man bis ins späte 20. Jahrhundert fast nichts. Selbst seine Vornamen waren unbekannt. Erst 1987 gelang es Gerstberger und Stiesy, ihn anhand des Werks von Fischer (1941) sicher zu identifizieren und seine Lebensdaten sowie einige biographische Informationen zu ermitteln.
Hufnagel stammte aus einer evangelischen Pfarrersfamilie; der Vater (Joachim Friedrich Hufnagel, * 29. November 1680 Prenzlau, † 15. Februar 1755 Falkenwalde, immatrikuliert 2. Dezember 1705 in Halle-Wittenberg, ab 1713 Conrektor in Crossen, 1721–1755 Pastor in Falkenwalde)   und der Großvater (Daniel Friedrich Hufnagel * 16. August 1650 Prenzlau, † 24. Mai 1701 Prenzlau, Pastor an St. Nikolai) sowie auch der Urgroßvater (Vitus Hufnagel, * 1607 in Pegnitz/Franken, † 15. Juli 1666 in Prenzlau, Pastor in Schönwerder), waren schon Pfarrer gewesen. Sein Studium dürfte er an einer Universität im Norden oder Osten Deutschlands absolviert haben. Nach Berlin kann er jedenfalls erst nach dem Studium gekommen sein, weil Berlin damals keine Universität hatte. Der Adresskalender von Berlin führt zwischen 1759 und 1767 einen „Hufnagel“ bzw. „Huffnagel“, der Praeceptor (Lehrer) an der evangelisch-lutherischen Kirche am Großen Friedrichs-Hospital und Waisenhaus war und auch im Waisenhaus wohnte. Die Übereinstimmung mit dem damals üblichen Werdegang junger Theologen, die bis zum Antritt ihrer ersten Stelle als Lehrer arbeiteten und vor allem die durch Fischer belegte erste Pfarrerstelle Hufnagels sprechen sehr dafür, dass es sich hier um den Lepidopterologen Johann Siegfried Hufnagel handelt. Diese erste Pfarrerstelle trat Hufnagel 1767 in Petersdorf (Kreis Sternberg; heute Jemiołów, Kreis Świebodzin, Polen) an. Von 1775 bis 1795 war er Pfarrer in Langenfeld (Kreis Sternberg, heute Długoszyn, Kreis Sulęcin, Polen). Beide Orte liegen in der damaligen Neumark (Ost-Brandenburg).

## Werk und Wirkung
Zwischen 1765 und 1767 veröffentlichte Hufnagel dreizehn Arbeiten über Schmetterlinge, davon allein zehn im Jahr 1766, alle in der Zeitschrift „Berlinisches Magazin, oder gesammlete [sic] Schriften und Nachrichten für die Liebhaber der Arzneywissenschaft, Naturgeschichte und der angenehmen Wissenschaften überhaupt“. Eine dieser Arbeiten war der Schädlingsbekämpfung gewidmet, vier enthielten Beschreibungen einzelner Arten, die relativ detailliert besprochen und auch abgebildet wurden, und die übrigen acht bildeten eine tabellarisch angeordnete Bearbeitung der größeren Lepidopteren (im Wesentlichen der Macrolepidopteren) des Berliner Raums, die Hufnagel kannte und die in seiner Sammlung vertreten waren. Diese Serie wurde von späteren Autoren oft kurz als „Die Tabellen“ bezeichnet. Die Artbeschreibungen in den Tabellen sind der Darstellungsform entsprechend knapp und kurz. Erschwerend kommt hinzu, dass Hufnagel noch kein System zur Benennung der Zeichnungselemente von Lepidopteren kannte und seine Beschreibungen dadurch zum Teil kaum interpretierbar waren. Beispielsweise lautet die Diagnose für Phalaena grisea wie folgt: „Die Graumotte. Ganz gelblichgrau mit vielen zerstreuten grauen und braunen Flecken.“
Spätestens Mitte der 1770er Jahre muss Hufnagel den Freiherrn S. A. von Rottemburg kennengelernt haben, der in Klemzig bei Züllichau (Neumark) lebte. Ihm überließ Hufnagel seine Sammlung zusammen mit ausführlichen Erläuterungen über seine Veröffentlichungen. 1775 und 1776 publizierte Rottemburg dann eine Reihe von Artikeln über Hufnagels Sammlung, in der er viele Arten ausführlich und damit erstmals kenntlich beschrieb. Nur diesen Arbeiten ist es zu verdanken, dass die meisten von Hufnagels Taxa identifiziert werden können. Manche Tiere waren allerdings zu dieser Zeit schon nicht mehr in der Sammlung vorhanden; in anderen Fällen scheint es zu Verwechslungen von Arten gekommen zu sein, so dass nicht alle Unklarheiten ausgeräumt werden konnten. Obwohl viele von Hufnagels Arten prioritätsberechtigt waren, zogen es die Autoren des frühen 19. Jahrhunderts vor, diese Namen zu ignorieren oder sie als ungebräuchlich oder unsicher in die Synonymie zu stellen und höchstens Rottemburgs genauere Beschreibungen zu akzeptieren. Erst nachdem Philipp Christoph Zeller 1844 eine Analyse von Hufnagels Arbeiten vorgenommen hatte, wurden sie weiteren Kreisen bekannt und die Namen begannen allmählich, in Gebrauch zu kommen.
Das Schicksal von Hufnagels Sammlung ist unbekannt. Sofern sie nicht nach der Bearbeitung an Hufnagel zurückgegeben wurde, dürfte sie im Familienbesitz Rottemburgs geblieben sein und fiel wohl spätestens nach Rottemburgs Tod der Zerstörung anheim.
Nach dem aktuellen Stand der Nomenklatur sind 87 von Hufnagels Taxa als gültige Artnamen europäischer Schmetterlinge in Gebrauch.
In der zoologischen Literatur wird sein Name meist mit „Hufn.“ abgekürzt.

## Werke
- Hufnagel [als H==n==l] (1765): Beschreibung einer seltenen, bisher unbekannten Raupe, und der daraus entstehenden Phaläne. – Berlinisches Magazin, 1(6): 648–654, 1 Taf.
- Hufnagel (1766a): Tabelle von den Tagevögeln der hiesigen Gegend, worauf denen Liebhabern der Insekten Beschaffenheit, Zeit, Ort und andere Umstände der Raupen und der daraus entstehenden Schmetterlinge bestimmt werden. – Berlinisches Magazin, 2(1): 54–90.
- Hufnagel (1766b): Natürliche Geschichte des Changeant oder Schielervogels mit seinen Verwandlungen. – Berlinisches Magazin, 2(2): 111–131, 1 Taf.
- Hufnagel [als H--l] (1766c): Zwote Tabelle worinnen die Abendvögel (Sphinges Linnaei) angezeigt, und denen vornehmsten Umständen nach beschrieben werden. – Berlinisches Magazin, 2(2): 174–195.
- Hufnagel [Autor nicht genannt] (1766d): Dritte Tabelle von den Nachtvögeln. – Berlinisches Magazin, 2(4): 391–437.
- Hufnagel [als H===l] (1766e): Gedanken über die Mittel, die schädlichen Raupen zu vertilgen. – Berlinisches Magazin, 3(1): 3–19.
- Hufnagel [Autor nicht genannt] (1766f): Vierte Tabelle von den Insekten, oder Fortsetzung der Tabelle von den Nachtvögeln hiesiger Gegend, welche die Zwote Klasse derselben, nemlich die Nachteulen (Noctuas [sic]) in sich begreift. – Berlinisches Magazin, 3(2): 202–215.
- Hufnagel [Autor nicht genannt] (1766g): Fortsetzung der vierten Tabelle von den Insecten, besonders von denen so genannten Nachteulen als der zwoten Klasse der Nachtvögel hiesiger Gegend. – Berlinisches Magazin, 3(3): 279–309.
- Hufnagel (1766h): Zwote Fortsetzung der vierten Tabelle von den Insecten, besonders von denen so genannten Nachteulen als der zwoten Klasse der Nachtvögel hiesiger Gegend. – Berlinisches Magazin, 3(4): 393–426.
- [Hufnagel] (1766i): Beschreibung einer sehr bunten Raupe auf den Eichen, und der daraus entstehenden Phaläne Phalaena aprilina minor. – Berlinisches Magazin, 3(6): 555–559, 1 pl.
- Hufnagel [als „H---l“] (1766k): Beschreibung einer seltenen und besonders schönen Phaläne. (Phalaena pyritoides.). – Berlinisches Magazin, 3(6): 560–562.
- Hufnagel (1767a): Fortsetzung der Tabelle von den Nachtvögeln, welche die 3te Art derselben, nehmlich die Spannenmesser (Phalaenas Geometras [sic] Linnaei) enthält. – Berlinisches Magazin, 4(5): 504–527.
- Hufnagel (1767b): III. Fortsetzung der Tabelle von den Nachtvögeln, welche die 3te Art derselben, nehmlich die Spannenmesser (Phalaenas Geometras [sic] Linnaei) enthält. – Berlinisches Magazin, 4(6): 599–626.

## Biographische Quellen
- O. Fischer: Evangelisches Pfarrerbuch für die Mark Brandenburg seit der Reformation. E. S. Mittler & Sohn, Berlin 1941.
- M. Gerstberger, L. Stiesy: Schmetterlinge in Berlin-West. Teil II. Förderkreis der naturwissenschaftlichen Museen Berlins e. V., Berlin 1987.

| Personendaten    | Personendaten                                                                     |
| ---------------- | --------------------------------------------------------------------------------- |
| NAME             | Hufnagel, Johann Siegfried                                                        |
| KURZBESCHREIBUNG | deutscher evangelisch-lutherischer Pfarrer und Entomologe (Schmetterlingskundler) |
| GEBURTSDATUM     | 17. Oktober 1724                                                                  |
| GEBURTSORT       | Falkenwalde                                                                       |
| STERBEDATUM      | 23. Februar 1795                                                                  |
| STERBEORT        | Langenfeld                                                                        |